# Ониека, Франк
Огочукву Франк Ониека (англ. Ogochukwu Onyeka Frank; род. 1 января 1998, Майдугури) — нигерийский футболист, полузащитник клуба «Брентфорд» и сборной Нигерии.

## Клубная карьера
Ониека — воспитанник клубов «Эбедей» и и датского «Мидтьюлланн». 9 февраля 2018 года в матче против «Хорсенс» он дебютировал в датской Суперлиги в составе последнего. В этом же поединке Франк забил свой первый гол за «Мидтьюлланн». В своём дебютном сезоне Ониека помог клубу выиграть чемпионат. В 2019 году он помог завоевать Кубок Дании, а ещё спустя год во второй раз стал чемпионом страны.
Летом 2021 года Ониека перешёл в английский «Брентфорд». 13 августа в матче против лондонского «Арсенала» он дебютировал в английской Премьер-лиге.

## Карьера в сборной
9 октября 2020 года в товарищеском матче против сборной Алжира Ониека дебютировал за сборную Нигерии.
В 2022 году Ониека принял участие в Кубке Африки 2021 в Камеруне. На турнире он сыграл в матче против команды Гвинеи-Бисау.

## Достижения
«Мидтьюлланн»
- Чемпион Дании (2): 2017/18, 2019/20
- Обладатель Кубка Дании: 2018/19